# Popstar (песня Инстасамки)
«Popstar» (с англ. — «Поп-звезда») — песня российской певицы Инстасамки, выпущенная 16 сентября 2022 года на лейбле NaMneCash Music как первый сингл с одноимённого альбома. Продюсером песни выступил муж Инстасамки Moneyken.

## Музыкальное видео
Музыкальный видеоклип был опубликован на YouTube 29 декабря 2022 года. «В ролике Инстасамка поёт в откровенном купальнике в окружении танцующих девушек. В кадре периодически фиксируются ягодицы танцовщиц крупным планом и лицо Дарьи в больших розовых очках в форме сердечек», пишет InterMedia.

## Чарты

### Ежедневные чарты
| Чарт (2022)                   | Высшая позиция |
| ----------------------------- | -------------- |
| Россия (Apple Music)          | 2              |
| Москва (Apple Music)          | 1              |
| Санкт-Петербург (Apple Music) | 1              |
| Мир (VK Музыка)               | 1              |
| Мир (Яндекс Музыка)           | 7              |
| Россия (YouTube Music)        | 4              |

### Недельные чарты
| Чарт (2022)               | Высшая позиция |
| ------------------------- | -------------- |
| Россия (Top YouTube Hits) | 6              |
| Литва (AGATA)             | 65             |